# Мартинели (Тренто)
Мартинели је насеље у Италији у округу Тренто, региону Трентино-Јужни Тирол.
Према процени из 2011. у насељу је живело 131 становника. Насеље се налази на надморској висини од 655 м.